# Cecile Alzina
Cécile Alzina (ur. 25 czerwca 1981 w Nicei) – francuska snowboardzistka. Zajęła 19. miejsce w halfpipie na igrzyskach w Turynie. Na mistrzostwach świata najlepszy wynik uzyskała na mistrzostwach w Kreischbergu, gdzie zajęła 8. miejsce w halfpipie. Najlepsze wyniki w Pucharze Świata osiągnęła w sezonie 2001/2002, kiedy to zajęła 7. miejsce w klasyfikacji halfpipe’a.
W 2007 r. zakończyła karierę.

## Sukcesy

### Igrzyska olimpijskie
| Miejsce | Dzień     | Rok  | Miejscowość | Konkurencja | Zwycięzca    |
| ------- | --------- | ---- | ----------- | ----------- | ------------ |
| 19.     | 13 lutego | 2006 | Turyn       | Halfpipe    | Hannah Teter |

### Mistrzostwa Świata
| Miejsce | Dzień       | Rok  | Miejscowość | Konkurencja | Zwycięzca     |
| ------- | ----------- | ---- | ----------- | ----------- | ------------- |
| 8.      | 16 stycznia | 2003 | Kreischberg | Halfpipe    | Doriane Vidal |

### Puchar Świata

#### Miejsca w klasyfikacji generalnej
- 1997/1998 – 127.
- 1999/2000 – 127.
- 2000/2001 – –
- 2001/2002 – –
- 2003/2004 – –
- 2004/2005 – –
- 2005/2006 – 48.
- 2006/2007 – 85.

#### Miejsca na podium
1. Tignes – 19 listopada 2001 (Halfpipe) – 3. miejsce
2. L’Alpe d’Huez – 13 stycznia 2002 (Halfpipe) – 1. miejsce